# Élections générales espagnoles d'avril 2019 à La Rioja
Les élections générales espagnoles d'avril 2019 (en espagnol : Elecciones generales de España de abril de 2019) se sont tenues le dimanche 28 avril 2019 afin d'élire les 350 députés et 208 des 266 sénateurs de la XIIIe législature des Cortes Generales. 4 députés sont élus à La Rioja.

## Résultats
| Parti                  | Parti                                                   | Voix    | %     | +/-   | Sièges | +/-           |  |
| ---------------------- | ------------------------------------------------------- | ------- | ----- | ----- | ------ | ------------- |  |
|                        | Parti socialiste ouvrier espagnol (PSOE)                | 57 307  | 31,69 | 7,40  | 2      | 1             |  |
|                        | Parti populaire (PP)                                    | 47 947  | 26,51 | 16,10 | 1      | 1             |  |
|                        | Ciudadanos (Cs)                                         | 32 181  | 17,80 | 3,82  | 1      | 1             |  |
|                        | Unidas Podemos (UP)                                     | 21 331  | 11,80 | 4,83  | 0      | 1             |  |
|                        | Vox                                                     | 16 255  | 8,99  | 8,78  | 0      | en stagnation |  |
|                        | Partido Riojano (PR+)                                   | 2 098   | 1,16  | Abs.  | 0      | en stagnation |  |
|                        | Parti animaliste contre la maltraitance animale (PACMA) | 1 394   | 0,77  | 0,01  | 0      | en stagnation |  |
|                        | Sièges en blanc (EB)                                    | 385     | 0,21  | 0,03  | 0      | en stagnation |  |
|                        | Recortes Cero-Grupo Verde (RC-GV)                       | 275     | 0,15  | 0,03  | 0      | en stagnation |  |
|                        | Pour un monde + juste (PUM+J)                           | 199     | 0,11  | Abs.  | 0      | en stagnation |  |
|                        | Vote blanc                                              | 1 460   | 0,81  | 0,10  |        |               |  |
|                        |                                                         |         |       |       |        |               |  |
| Suffrages exprimés     | Suffrages exprimés                                      | 180 832 | 98,63 |       |        |               |  |
| Votes nuls             | Votes nuls                                              | 2 512   | 1,37  |       |        |               |  |
| Total                  | Total                                                   | 183 344 | 100   | -     | 4      | en stagnation |  |
| Abstention             | Abstention                                              | 66 495  | 26,62 |       |        |               |  |
| Inscrits/Participation | Inscrits/Participation                                  | 249 839 | 73,38 |       |        |               |  |